# Opera din Erevan

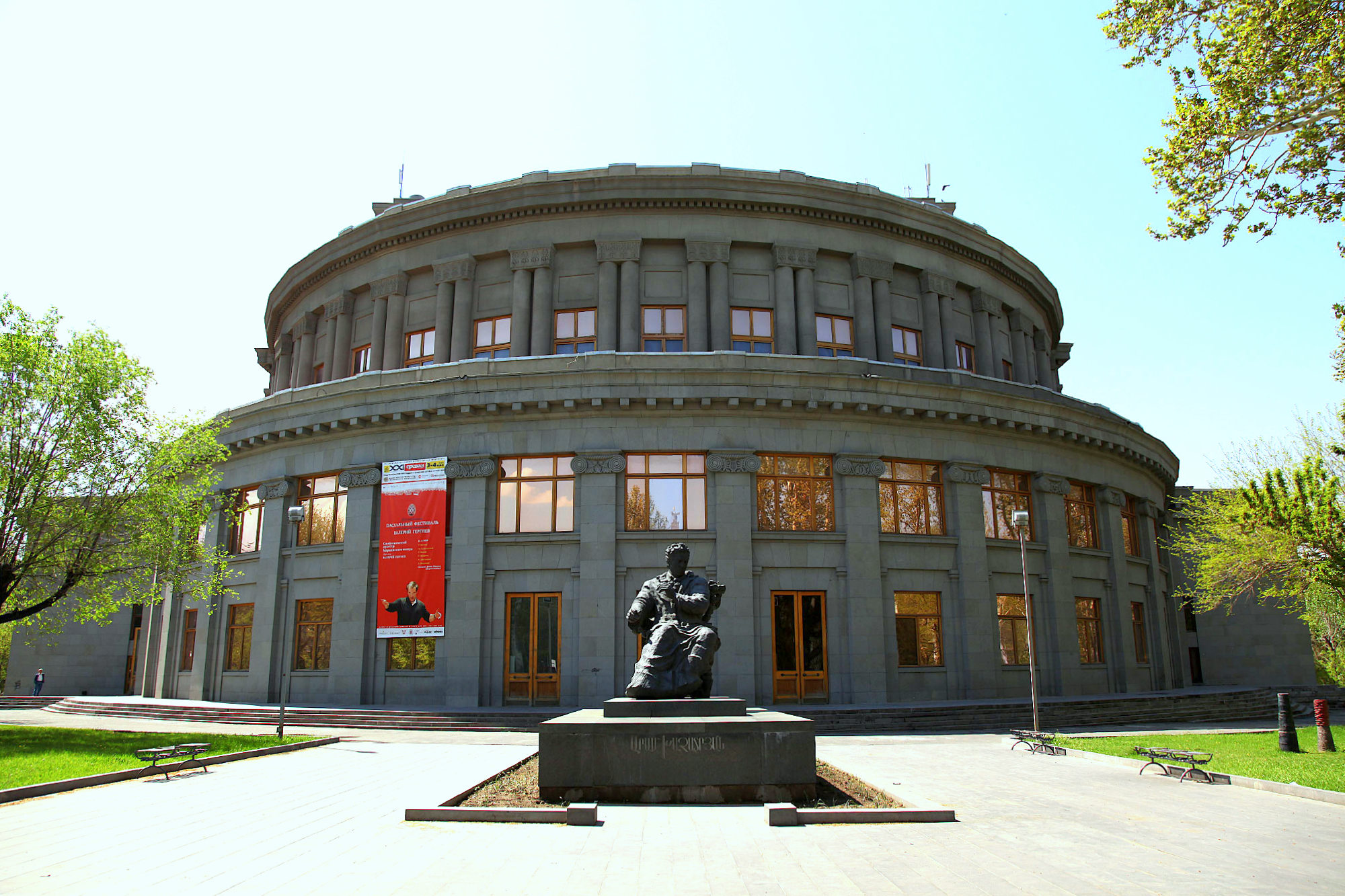
Opera din Erevan

Teatrul Național Academic Armean de Operă și Balet Alexandru Spendiaryan (armeană Ալեքսանդր Սպենդիարյանի անվան օպերայի և բալետի ազգային ակադեմիական թատրոն (Aleksandr Spendiaryani anvan ōperayi yev baleti azgayin akademiakan t'atron)) din Erevan a fost deschis oficial pe 20 ianuarie 1933, cu spectacolul de operă Almast de Alexandru Spendiaryan. Clădirea operei a fost proiectată de arhitectul armean Alexandru Tamanian. Este alcătuită din două săli de concerte: Sala de concert Aram Haciaturian  cu 1.400 de locuri și Teatrul de Operă și Balet Alexandru Spendiaryan cu 1.200 de locuri.

## Istoria
Deschiderea șantierului operei a avut loc la 28 noiembrie 1930 în timpul festivităților de aniversare a 10 ani de Armenia Sovietică. Pe 20 ianuarie 1933, clădirea a fost deschisă oficial. Curând după înființare, o trupa de balet a fost creată, primul spectacol de balet prezentat fiind Lacul lebedelor de Piotr Ilici Ceaikovski în 1935.
Bazat pe proiectul lui Tamanian și sub supravegherea fiul acestuia sala de teatru a fost finalizată în 1939, iar clădirea operei a fost redenumit după Alexandru Spendiaryan. Construcția completă nu s-a încheiat decât în 1953, când întreaga clădire a fost în cele din urmă finalizată în forma sa actuală.
Deschiderea teatrului a dus la crearea operei și a baletului național. Primul balet armean a fost Fericirea de Aram Haciaturian. Acest balet a stat la baza creării unei alte opere a compozitorului Gayane care a fost prezentat peste tot în lume. Mulți alți armeni compozitori au scris opere și balete. De-a lungul anilor, acești artiști au lucrat la teatru: cântăreții Gohar Gasparyan, Tatevik Sazandaryan, Mihran Erkat, Pavel Lisizian, Aikanush Danielyan, Nar Hovhannisyan, Gegham Grigorian, Anahit Mekhitarian; dirijorii Konstantin Saradjev, Mihail Tavrizjan, Aram Katanyan, Yuri Davtyan; marii maeștri ai baletului A. Petrosyan, M. Chmshkyan, Vanush Khanamiryan, Vilen Galstyan; pictorii Martiros Saryan, Minas Avetisyan.
Din 1935 o singură operă armeană, Anoush de Armen Tigranian, a fost prezentată la opera din Erevan. A fost un mare pas în istoria operei armene operă de istorie. Anoush este în repertoriul teatrului și astăzi.
De la deschidere, Opera și Baletul Național Armean au prezentat mai mult de 200 de diferite opere și balete ale unor compozitori armeni, ruși și vest-europeni. Compania de teatru a prezentat spectacole în mai mult de 20 de țări, de exemplu în Rusia, Spania, Liban, SUA, Grecia, Germania. În 1956, teatrul a primit statutul de Teatrul de Operă și Balet Național Academic .
Teatrul a găzduit, de asemenea, concerte susținute de Charles Aznavour, Ian Anderson, John McLaughlin, Akvarium și mulți alții.

## Galerie

Teatrul Operei din Erevan
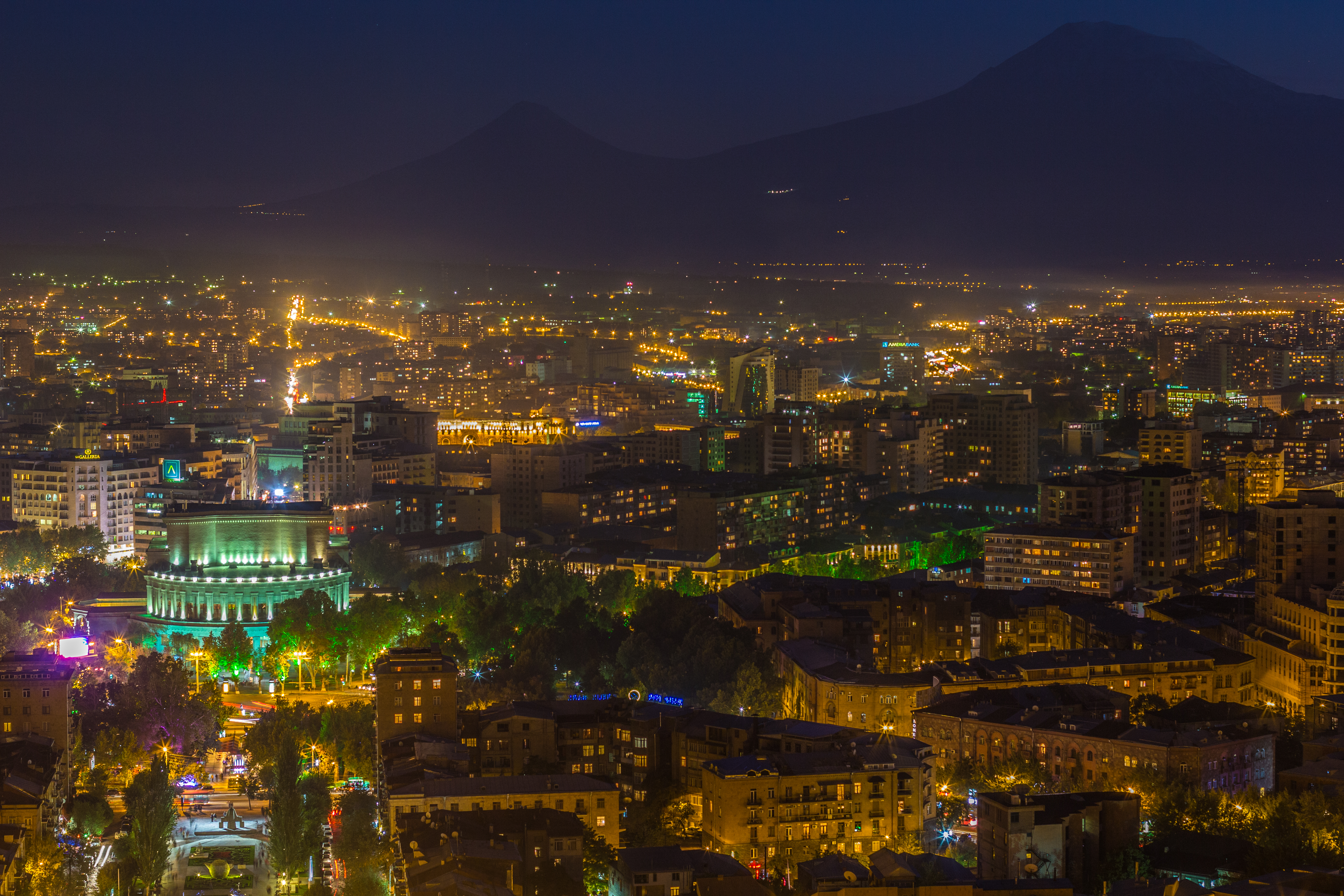
Opera (în stânga, față) cu panorama Erevanului
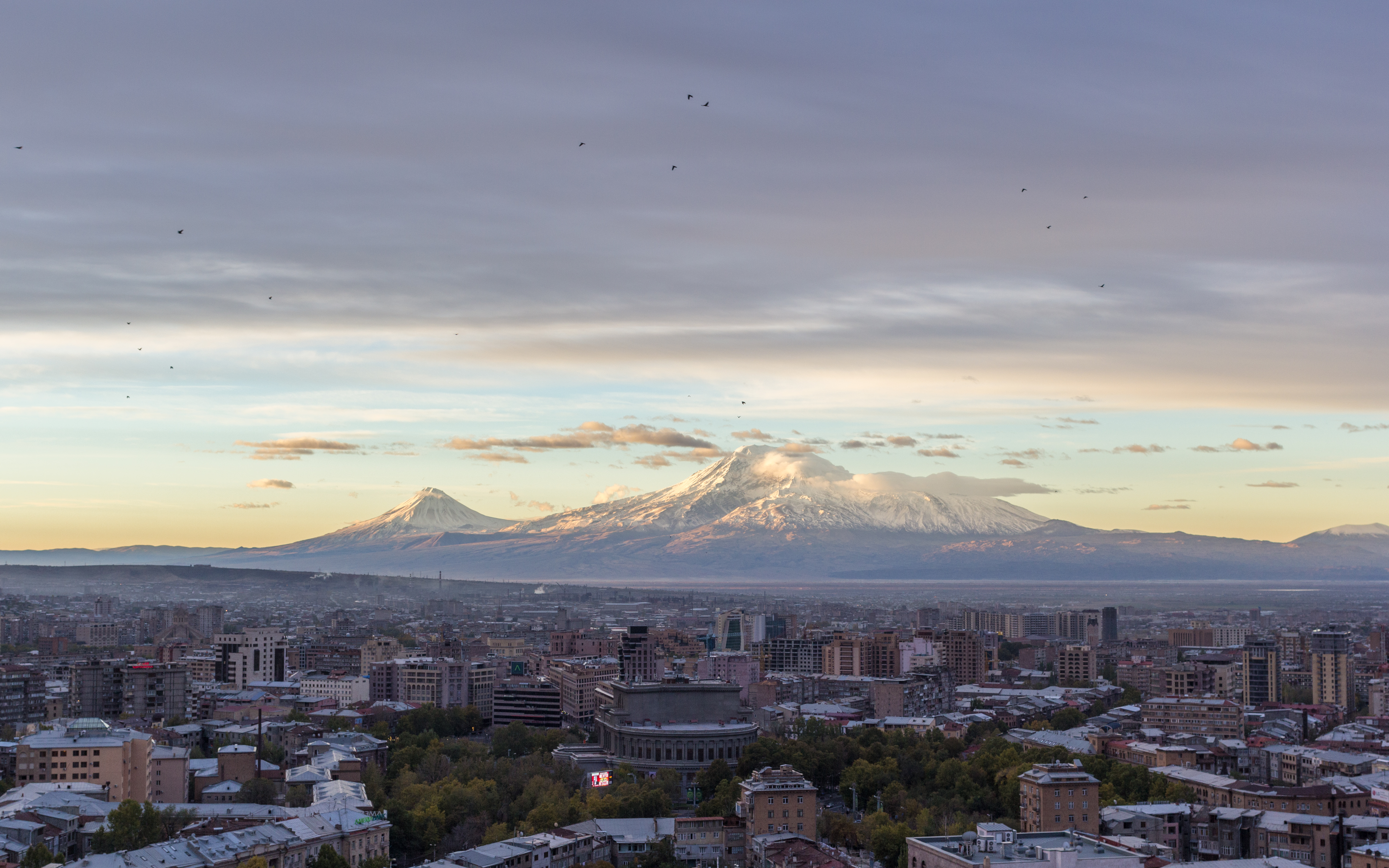
Panorama Erevanului cu Opera în zori
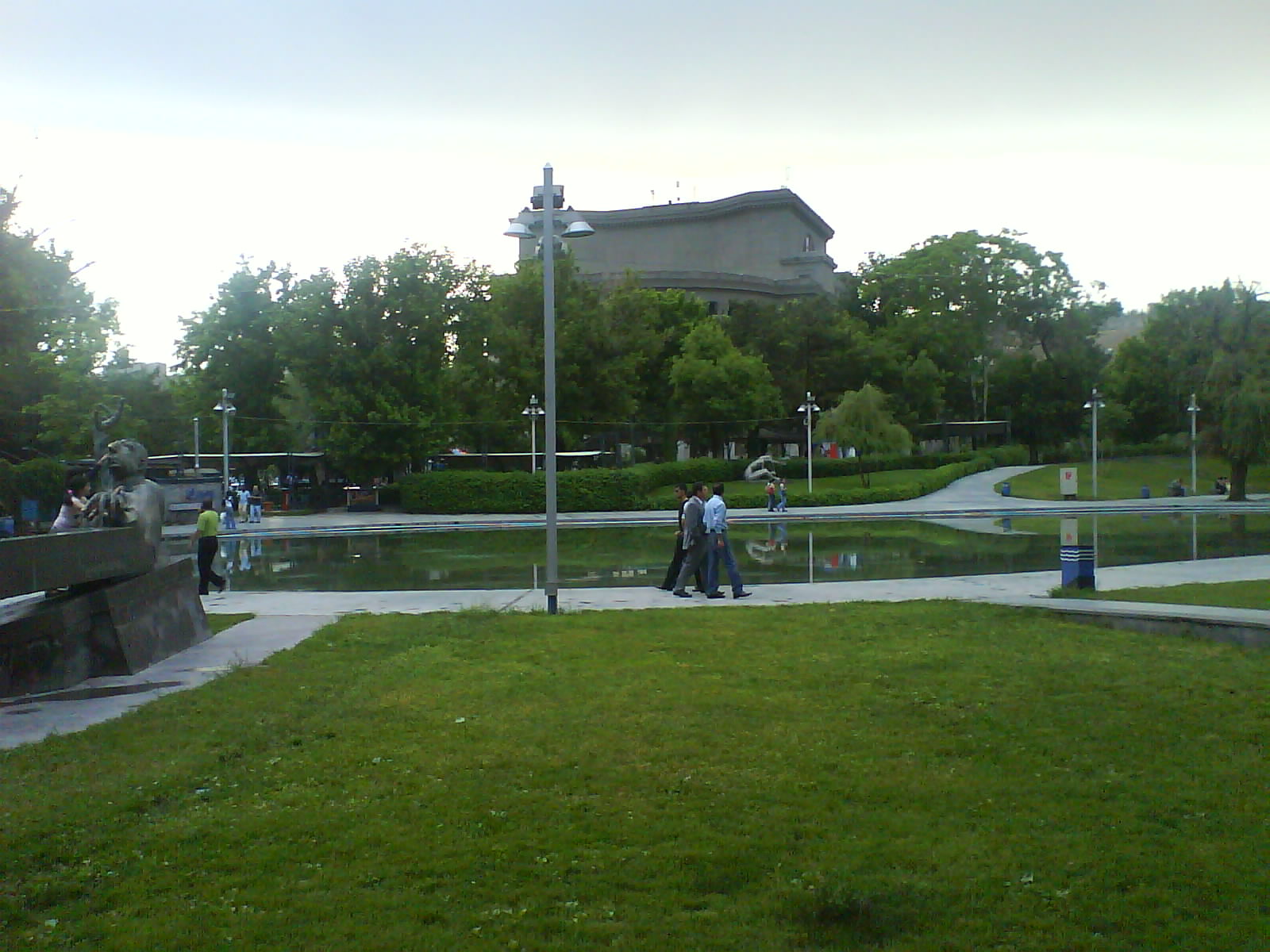
Parcul Operei
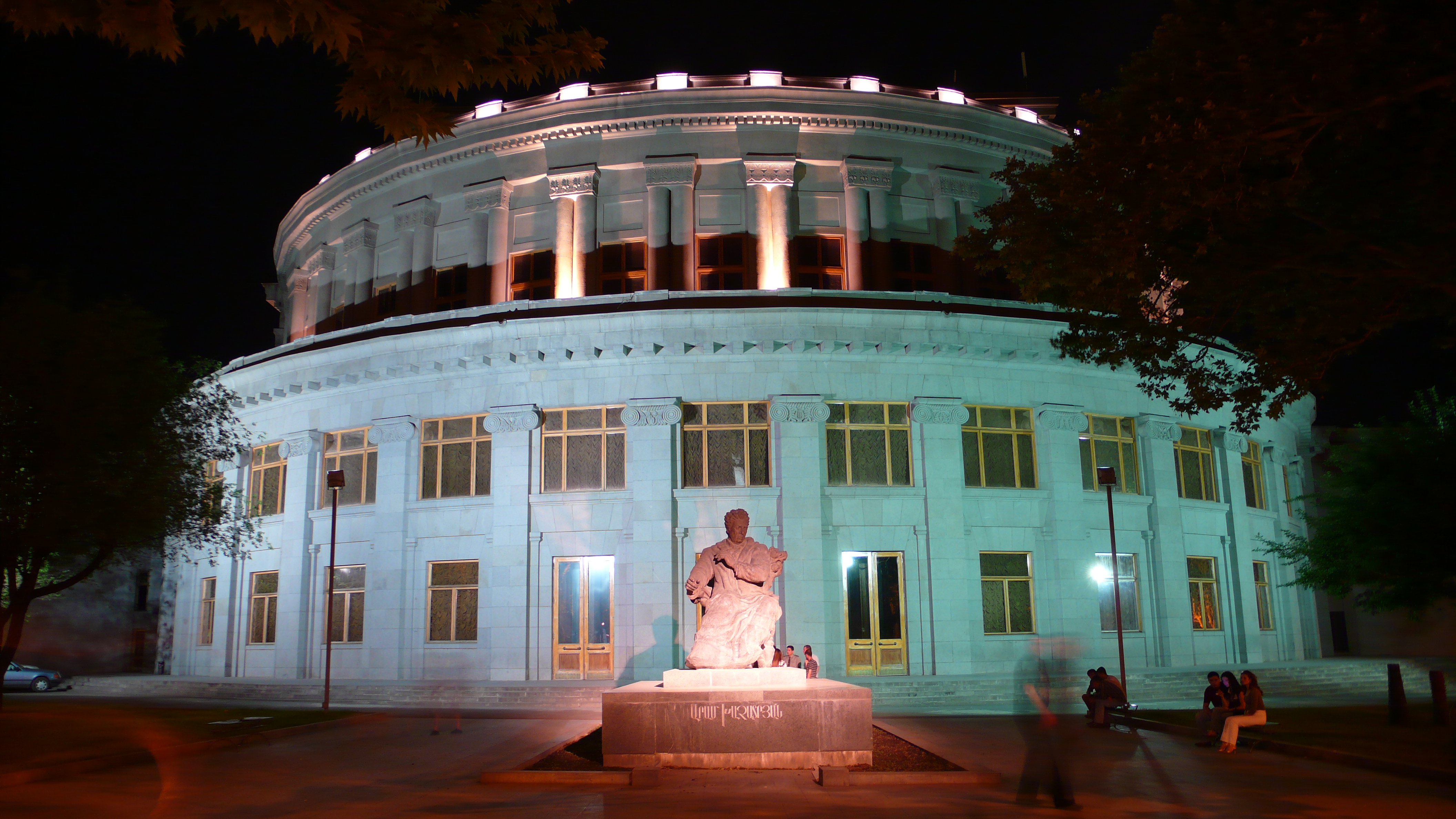
Opera noaptea
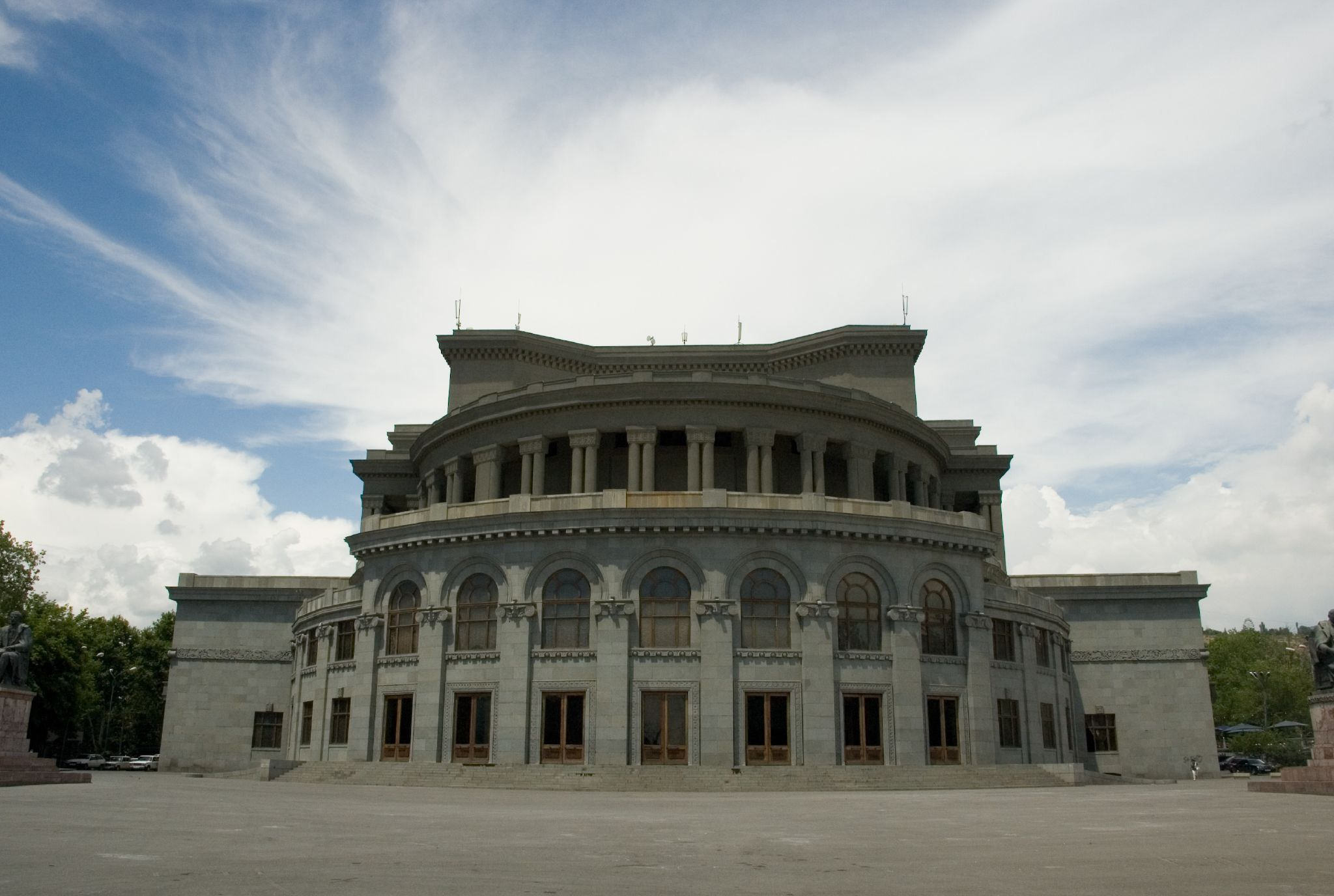
Vedere generală
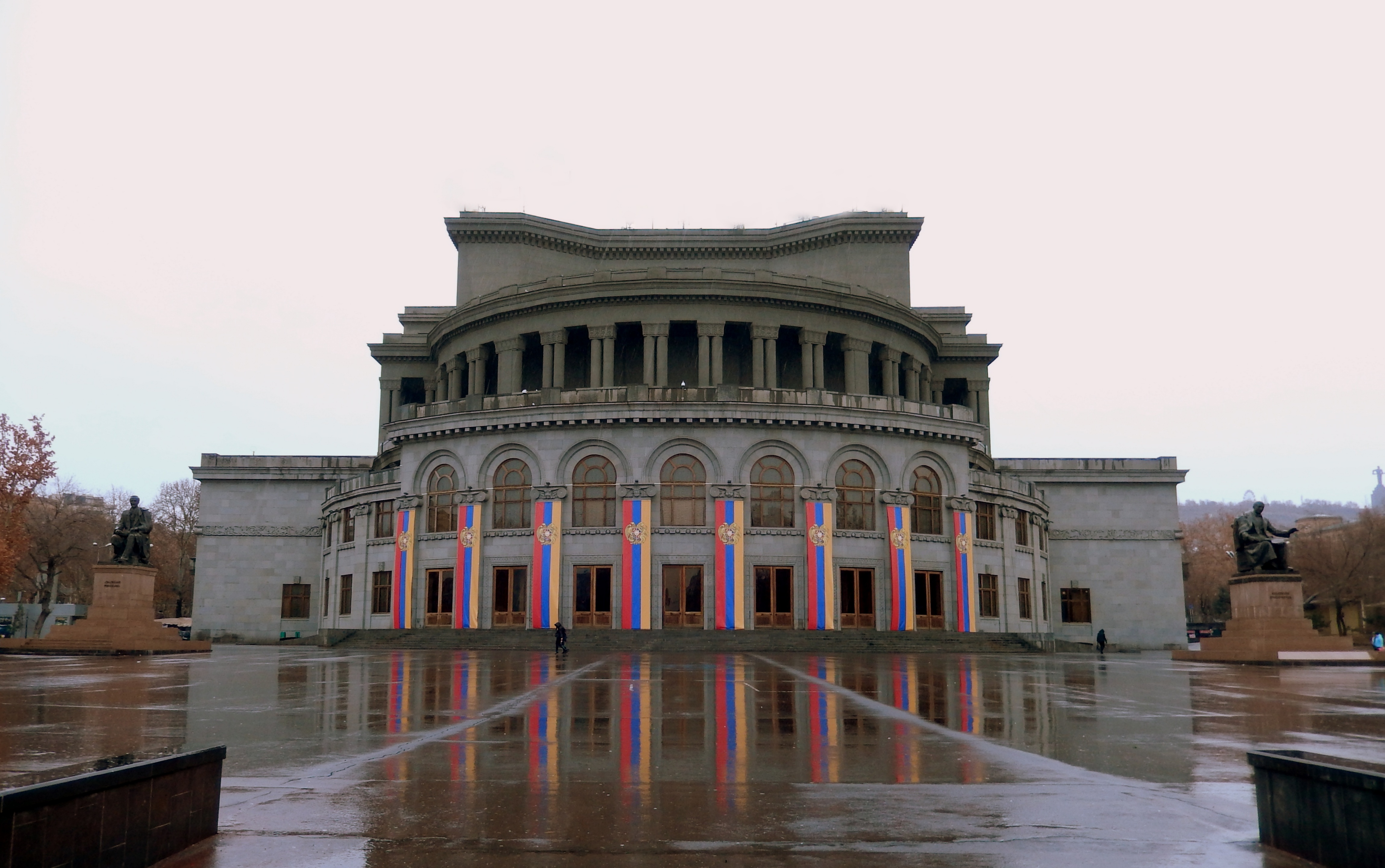

## Legături externe
- Ministerul Culturii al Republicii Armenia